# Villiers-le-Brûlé
Villiers-le-Brûlé est une ancienne commune de l'Aube actuellement incluse dans Piney (Aube).

## Histoire
Villiers désignait à l'origine une grande ferme. Elle aurait été établie vers les XIe ou XIIe siècle. L’appellation le Brûlé, qui a permis la distinction avec les autres Villiers, semble due à un incendie survenu vers le XIIe siècle.
C'était le fief de Piney avant qu'une seigneurie fut établie pour Erard de la Motte en 1309 par Gautier V de Brienne. En 1770, Marguerite-Charlotte Fleuriot de Morville fut la dernière dame de Villiers connue.
Brantigny dépendait pendant l'Ancien régime de l'intendance et de la généralité de Châlons, de l'élection de Troyes et formait communauté avec Villevoque pour les perceptions.
Elle comptait 27 feux ou 92 habitants en 1787, a été intégrée le 27 Pluviose An III à Piney (Aube).

## Paroisse
En tant que paroisse elle était du doyenné de Brienne et avait une succursale à Villevoque jusqu'en 1677. La cure était à la collation de l'évêque. 
L'église Saint-Didier est du XVIe siècle qui est bâtie sur un plan rectangulaire, elle possède un Christ en croix du XVIe siècle, un tableau de Pierre Cossard  qui se trouvent au musée de Brienne. Des fragments de vitraux du XVIe. Un bâton de confrérie, une Marie à l'Enfant du XIVe siècle et une statue de saint Didier. Une plaque de fondation de Pierre Davanne qui était seigneur de Villiers et chevalier. Un bénitier du XVIIe siècle